# Awsiunino (wieś)
Awsiunino (ros. Авсюнино) – wieś (dieriewnia) w Rosji, w obwodzie moskiewskim, w rejonie oriechowo-zujewskim. W 2021 liczyła 510 mieszkańców.